# بومية (المغرب)
بومية قرية مغربية بإقليم ميدلت،(منذ 2009) وسط البلاد. تضم بومية 15.204 نسمة (حسب الإحصاء الرسمي 2004).

## الموقع
كانت تنتمي الجماعة القروية  لبومية إلى النفوذ الترابي لإقليم خنيفرة، وهي تابعة منذ 2009 إداريا لإقليم و لدائرة ميدلت، وتقع وسط سهول وهضاب ملوية العليا من جهة، وبين الأطلس الكبير والأطلس المتوسط من جهة ثانية، وذلك على ارتفاع 1500 متر، وتبلغ مساحتها الإجمالية 242 كلم2.
وتحيط بالجماعة القروية لبومية مجموعة من الجماعات وهي كالتالي :
- في الشمال : الجماعة القروية لتانوردي وتزي نغشو
- في الجنوب : الجماعة القروية لتونفيت وآيت عياش
- في الغرب : الجماعة القروية لأغبالو وتيزي نغشو
- في الشرق : الجماعة القروية لزايدة وآيت عياش[5] (أنظر خريطة موقع بومية داخل إقليم خنيفرة رقم 1 ص 5)

وتخترق المنطقة شبكة طرقية متوسطة الأهمية، إذا ما استثنينا الطريق الرئيسية رقم 21 شرق المنطقة –بومية- والرابطة بين مكناس وتافيلالت، الشيء الذي جعل منطقة بومية توجد في محور يربط بين جنوب المغرب وشماله، ويسهل عملية تسويق المنتوجات الفلاحية التي تزخر بها المنطقة وهناك الطريق الرئيسية رقم 33 الرابطة بين إقليم بني ملال والمناطق الشرقية مرورا ببومية.
إن تموقع مدينة بومية بالقرب من هذه المحاور الطرقية جعل منها مركزا إقليميا لتنشيط المبادلات التجارية بين العديد من الأسواق الإقليمية كسوق خنيفرة أو الأسواق الجهوية كأزرو ومكناس وغيرها، كما جعلها قبلة للعديد من الهجرات القروية وبعض المراكز الحضرية
فالموقع الذي تتمتع به منطقة بومية يؤثر بشكل فعال على المنطقة ككل حيث أهلها تواجدها بين الأطلسين الكبير والمتوسط وبجانب واد ملوية، بأن تكون منطقة فلاحية لا يستهان بها، خصوصا في قطاع المغروسات (التفاح) بالإضافة إلى الإنتاج الزراعي وتربية الماشية.

## أعلام
- حليمة حشلاف

## هوامش
1. 1 2  المملكة المغربية, المندوبية السامية للتخطيط. population.pdf "الإحصاء العام للسكان والسكنى 2004" (PDF). ص. 66. مؤرشف من الأصل (pdf) في 2015-05-01. اطلع عليه بتاريخ 2012-04-20. {{استشهاد ويب}}: تحقق من قيمة |مسار أرشيف= (مساعدة)
2. ↑  المندوبية السامية للتخطيط (المحرر)، الإحصاء العام للسكان والسكنى لسنة 2014، QID:Q19599909
3. ↑   http://rgph2014.hcp.ma/file/166326/. {{استشهاد ويب}}: |url= بحاجة لعنوان (مساعدة) والوسيط |title= غير موجود أو فارغ (من ويكي بيانات) (مساعدة)
4. ↑  GeoNames (بالإنجليزية), 2005, QID:Q830106
5. ↑  مركز الإرشاد الفلاحي ببومية
6. ↑  تحقيق ميداني 25/8/2002.
7. ↑  أنظر الخريطة رقم 2 موقع مدينة بومية في المغرب ص6